# Tejay van Garderen
Tejay van Garderen (* 12. srpna 1988 Tacoma) je bývalý americký profesionální silniční cyklista a Mistr světa v týmové časovce z roku 2014, který naposledy jezdil za americký UCI WorldTeam EF Education–EasyPost. Kariéru jezdce ukončil v roce 2021.

## Celkové pořadí na velkých etapových závodech
| Grand Tour      | 2010 | 2011 | 2012 | 2013 | 2014 | 2015 | 2016 | 2017 | 2018 | 2019 | 2020 | 2021 |
| --------------- | ---- | ---- | ---- | ---- | ---- | ---- | ---- | ---- | ---- | ---- | ---- | ---- |
| Tour de France  | —    | 82.  | 5.   | 45.  | 5.   | DNF  | 29.  | —    | 32.  | DNF  | 91.  | —    |
| Giro d'Italia   | —    | —    | —    | —    | —    | —    | —    | 20.  | —    | —    | —    | 84.  |
| Vuelta a España | 35.  | —    | —    | —    | —    | DNF  | DNF  | 10.  | —    | DNF  | 113. | —    |

| —   | Nestartoval |
| DNF | Nedokončil  |